# Anna Fedorova

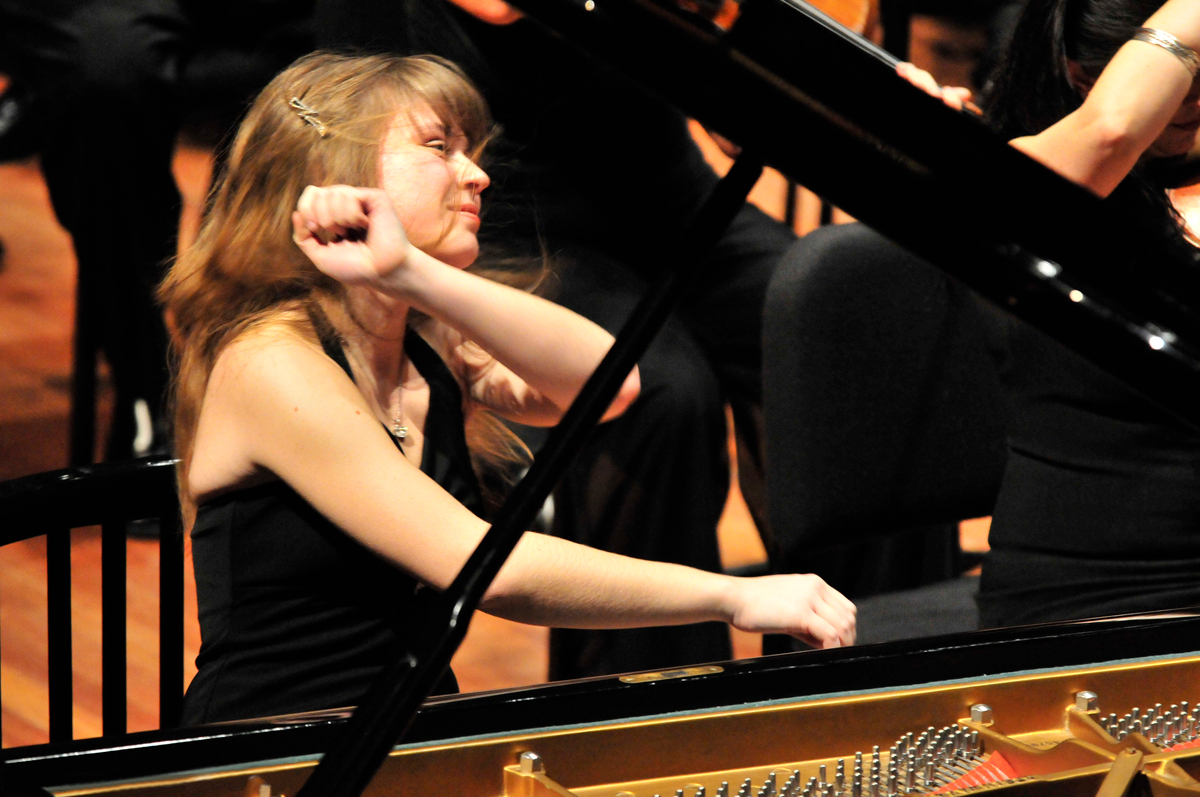
Anna Fedorova (vor 2012)

Anna Fedorova (ukrainisch Анна Борисівна Федорова Anna Boryssiwna Fedorowa; * 27. Februar 1990 in Kiew, Ukrainische SSR) ist eine ukrainische Konzertpianistin.

## Leben
Anna Fedorova kam, kurz vor dem Zerfall der Sowjetunion, am 27. Februar 1990 in Kiew zur Welt und studierte am staatlichen, nach Mykola Lyssenko benannten Kiewer Musiklyzeum und anschließend am Royal College of Music in London. Im Alter von 16 Jahren debütierte sie im Amsterdamer Concertgebouw. Im September 2013 eröffnete sie die Konzertreihe „Sonntagmorgen“ im Royal Concertgebouw mit dem Klavierkonzert Nr. 2 von Sergei Rachmaninow. Diese Aufnahme ist eine der meistgesehenen dieses Rachmaninow-Konzertes bei YouTube, mit Stand 2025 über 45 Millionen Wiedergaben.
Ihre ersten Musikalben kamen im Herbst 2014 heraus und weitere folgten 2016. Sie tritt in Konzertsälen in ganz Europa, Nord- und Südamerika und Asien auf, so unter anderem beim Philharmonia Orchestra, dem Royal Philharmonic Orchestra, zum Bournemouth, dem Kyoto Symphony Orchestra sowie dem Ensemble Kanazawa.

## Ehrungen
Anna Fedorova gewann zahlreiche Preise an internationalen Klavierwettbewerben. Bereits 2004 erreichte sie an der 4. Moscow International Frederick Chopin Competition for Young Pianists den zweiten Platz. Sie erhielt dreimal in Folge (2006, 2007 und 2008) den Dorothy MacKenzie Artist Recognition Scholarship Award des International Keyboard Institute & Festival (IKIF) in New York City. 2009 errang sie den ersten Platz am Rubinstein-in-memoriam-Wettbewerb im polnischen Bydgoszcz. 2012 erlangte sie an der Lyon Piano Competition den dritten Platz und einen Publikumspreis.